# تيري مكديرموت
تيري مكديرموت (بالإنجليزية: Terry McDermott)‏ ، من مواليد 8 ديسمبر 1951 ، لاعب كرة قدم إنجليزي سابق.
لعب مع منتخب إنجلترا لكرة القدم.

## روابط خارجية
- تيري مكديرموت على موقع الاتحاد الدولي (مؤرشف)  (الإنجليزية)
- تيري مكديرموت على موقع الاتحاد الأوربي (الإنجليزية)
- تيري مكديرموت على موقع قاعدة بيانات كرة القدم.إي يو (الإنجليزية)
- تيري مكديرموت على موقع ناشيونال فوتبول تيمز (الإنجليزية)
- تيري مكديرموت على موقع Soccerbase.com (مدرب) (الإنجليزية)
- تيري مكديرموت على موقع عالم كرة القدم.نت (الإنجليزية)